# Le Breuil, Allier

Le Breuil este o comună în departamentul Allier din centrul Franței. În 1 ianuarie 2022 avea o populație de 531 de locuitori.